# Le Monde (napilap, 1860–1896)
A Le Monde egy francia napilap volt, amelyet 1860-ban alapítottak Párizsban, és 1896-ban megszűnt. A L'Univers volt a tulajdonosa, amely 1860. január 29-én határozta el a lapalapítást. Az igazság hangját (La Voix de la vérité) vásárolta meg, majd helyette a Le Monde első kiadása február 18-án jelent meg.
1871. április 5-től június 6-ig a lapot Versailles-ban adták ki.
1867-től a L'Universe hagyta, hogy folyamatosan leromoljon, majd az újság 1896. július 27-én eltűnt a kioszkokból. Címét az 1944-ben alapított Le Monde napilap vette fel újra.

## Fordítás
- Ez a szócikk részben vagy egészben  a   Le Monde (Paris, 1860) című francia Wikipédia-szócikk ezen változatának fordításán alapul.  Az eredeti cikk szerkesztőit annak laptörténete sorolja fel. Ez a jelzés csupán a megfogalmazás eredetét és a szerzői jogokat jelzi, nem szolgál a cikkben szereplő információk forrásmegjelöléseként.